# Open di Francia 2007 - Doppio misto
Nathalie Dechy e Andy Ram hanno battuto in finale Katarina Srebotnik e Nenad Zimonjić con il punteggio di 7–5, 6–3.

## Teste di serie
| 1. Lisa Raymond / Bob Bryan (quarti di finale) 2. Liezel Huber / Kevin Ullyett (quarti di finale) 3. Francesca Schiavone / Jonas Björkman1 4. Květa Peschke / Martin Damm (primo turno) | 1. Zi Yan / Mark Knowles (semifinali) 2. Katarina Srebotnik / Nenad Zimonjić (finale) 3. Yung-Jan Chan / Mike Bryan (primo turno) 4. Nathalie Dechy / Andy Ram (campioni) |

1.Francesca Schiavone e Jonas Björkman non hanno partecipato, Anastasija Rodionova e Jordan Kerr li hanno sostituiti.

## Tabellone

### Legenda
| - Q = Qualificato - WC = Wild card - LL = Lucky loser | - ALT = Alternate - SE = Special Exempt - PR = Protected Ranking | - w/o = Walkover - r = Ritirato - d = Squalificato |

### Fase finale
|  | Semifinali | Semifinali                        | Semifinali                        | Semifinali | Semifinali |  |  | Finale | Finale                            | Finale                            | Finale | Finale |  |
|  |            |                                   |                                   |            |            |  |  |        |                                   |                                   |        |        |  |
|  | 6          | Katarina Srebotnik Nenad Zimonjić | Katarina Srebotnik Nenad Zimonjić | 6          | 6          |  |  |        |                                   |                                   |        |        |  |
|  | 5          | Yan Zi Mark Knowles               | Yan Zi Mark Knowles               | 3          | 4          |  |  | 6      | Katarina Srebotnik Nenad Zimonjić | Katarina Srebotnik Nenad Zimonjić | 5      | 3      |  |
|  |            | Sun Tiantian Julian Knowle        | Sun Tiantian Julian Knowle        | 2          | 4          |  |  | 8      | Nathalie Dechy Andy Ram           | Nathalie Dechy Andy Ram           | 7      | 6      |  |
|  | 8          | Nathalie Dechy Andy Ram           | Nathalie Dechy Andy Ram           | 6          | 6          |  |  |        |                                   |                                   |        |        |  |

### Parte alta

#### Sezione 1
|  | Primo turno            | Primo turno            | Primo turno           | Primo turno | Primo turno |  |  | Secondo turno | Secondo turno          | Secondo turno          | Secondo turno          | Secondo turno          |   |   | Quarti di finale | Quarti di finale  | Quarti di finale  | Quarti di finale | Quarti di finale |  |
|  |                        |                        |                       |             |             |  |  |               |                        |                        |                        |                        |   |   |                  |                   |                   |                  |                  |  |
|  | 1                      | L Raymond B Bryan      | L Raymond B Bryan     | 6           | 7           |  |  |               |                        |                        |                        |                        |   |   |                  |                   |                   |                  |                  |  |
|  |                        | C Wozniacki G Monfils  | C Wozniacki G Monfils | 0           | 5           |  |  | 1             | L Raymond B Bryan      | 3                      | 6                      | 110                    |   |   |                  |                   |                   |                  |                  |  |
|  | M Santangelo S Aspelin | M Santangelo S Aspelin | 6                     | 65          | 111         |  |  |               | M Santangelo S Aspelin | 6                      | 3                      | 05                     |   |   |                  |                   |                   |                  |                  |  |
|  | E Daniilídou J Melzer  | E Daniilídou J Melzer  | 3                     | 7           | 09          |  |  |               |                        |                        |                        |                        |   |   | 1                | B Bryan L Raymond | B Bryan L Raymond | 4                | 6                |  |
|  | S Mirza F Santoro      | S Mirza F Santoro      | S Mirza F Santoro     | 6           | 6           |  |  |               |                        | 6                      | K Srebotnik N Zimonjić | K Srebotnik N Zimonjić | 6 | 7 |                  |                   |                   |                  |                  |  |
|  | V King F Čermák        | V King F Čermák        | V King F Čermák       | 2           | 0           |  |  |               | S Mirza F Santoro      | S Mirza F Santoro      | 2                      | 6(1)                   |   |   |                  |                   |                   |                  |                  |  |
|  |                        | E Lichovceva D Nestor  | 2                     | 7           | 0           |  |  | 6             | K Srebotnik N Zimonjić | K Srebotnik N Zimonjić | 6                      | 7                      |   |   |                  |                   |                   |                  |                  |  |
|  | 6                      | K Srebotnik N Zimonjić | 6                     | 5           | 110         |  |  |               |                        |                        |                        |                        |   |   |                  |                   |                   |                  |                  |  |

### Parte bassa

#### Sezione 3
|  | Primo turno          | Primo turno          | Primo turno          | Primo turno | Primo turno |  |  | Secondo turno        | Secondo turno        | Secondo turno       | Secondo turno  | Secondo turno |   |     | Quarti di finale     | Quarti di finale     | Quarti di finale | Quarti di finale | Quarti di finale |  |
|  |                      |                      |                      |             |             |  |  |                      |                      |                     |                |               |   |     |                      |                      |                  |                  |                  |  |
|  | 7                    | Chan Y-J M Bryan     | Chan Y-J M Bryan     | 2           | 0           |  |  |                      |                      |                     |                |               |   |     |                      |                      |                  |                  |                  |  |
|  |                      | M Shaughnessy L Paes | M Shaughnessy L Paes | 6           | 6           |  |  | M Shaughnessy L Paes | M Shaughnessy L Paes | 6                   | 0              | 110           |   |     |                      |                      |                  |                  |                  |  |
|  | S Bammer M Matkowski | S Bammer M Matkowski | 65                   | 6           | 110         |  |  | S Bammer M Matkowski | S Bammer M Matkowski | 2                   | 6              | 08            |   |     |                      |                      |                  |                  |                  |  |
|  | C Pin M Llodra       | C Pin M Llodra       | 7                    | 1           | 05          |  |  |                      |                      |                     |                |               |   |     | M Shaughnessy L Paes | M Shaughnessy L Paes | 6                | 4                | 07               |  |
|  | Sun T J Knowle       | Sun T J Knowle       | Sun T J Knowle       | 1           |             |  |  |                      |                      | Sun T J Knowle      | Sun T J Knowle | 4             | 6 | 110 |                      |                      |                  |                  |                  |  |
|  | V Azaranka M Mirny   | V Azaranka M Mirny   | V Azaranka M Mirny   | 2           | rit.        |  |  | Sun T J Knowle       | Sun T J Knowle       | Sun T J Knowle      | 6              | 6             |   |     |                      |                      |                  |                  |                  |  |
|  | A Cornet J Eysseric  | A Cornet J Eysseric  | 1                    | 6           | 110         |  |  | A Cornet J Eysseric  | A Cornet J Eysseric  | A Cornet J Eysseric | 1              | 1             |   |     |                      |                      |                  |                  |                  |  |
|  | A Rodionova J Kerr   | A Rodionova J Kerr   | 6                    | 4           | 04          |  |  |                      |                      |                     |                |               |   |     |                      |                      |                  |                  |                  |  |

#### Sezione 4
|  | Primo turno              | Primo turno              | Primo turno         | Primo turno | Primo turno |  |  | Secondo turno | Secondo turno       | Secondo turno     | Secondo turno     | Secondo turno     |    |   | Quarti di finale | Quarti di finale | Quarti di finale | Quarti di finale | Quarti di finale |  |
|  |                          |                          |                     |             |             |  |  |               |                     |                   |                   |                   |    |   |                  |                  |                  |                  |                  |  |
|  | 8                        | N Dechy A Ram            | N Dechy A Ram       | 710         | 6           |  |  |               |                     |                   |                   |                   |    |   |                  |                  |                  |                  |                  |  |
|  |                          | C Black J Coetzee        | C Black J Coetzee   | 68          | 1           |  |  | 8             | N Dechy A Ram       | 4                 | 6                 | 110               |    |   |                  |                  |                  |                  |                  |  |
|  | J Husárová P Vízner      | J Husárová P Vízner      | 5                   | 6           | 110         |  |  |               | J Husárová P Vízner | 6                 | 3                 | 08                |    |   |                  |                  |                  |                  |                  |  |
|  | V Ruano Pascual M Garcia | V Ruano Pascual M Garcia | 7                   | 2           | 08          |  |  |               |                     |                   |                   |                   |    |   | 8                | N Dechy A Ram    | N Dechy A Ram    | 7                | 6                |  |
|  | A Védy F Serra           | A Védy F Serra           | 6                   | 2           | 111         |  |  |               |                     | 2                 | L Huber K Ullyett | L Huber K Ullyett | 65 | 2 |                  |                  |                  |                  |                  |  |
|  | E Vesnina J Erlich       | E Vesnina J Erlich       | 3                   | 6           | 09          |  |  |               | A Védy F Serra      | A Védy F Serra    | 2                 | 64                |    |   |                  |                  |                  |                  |                  |  |
|  |                          | A Sugiyama J Thomas      | A Sugiyama J Thomas | 1           | 3           |  |  | 2             | L Huber K Ullyett   | L Huber K Ullyett | 6                 | 7                 |    |   |                  |                  |                  |                  |                  |  |
|  | 2                        | L Huber K Ullyett        | L Huber K Ullyett   | 6           | 6           |  |  |               |                     |                   |                   |                   |    |   |                  |                  |                  |                  |                  |  |